# Марьинская волость (Струго-Красненский район)

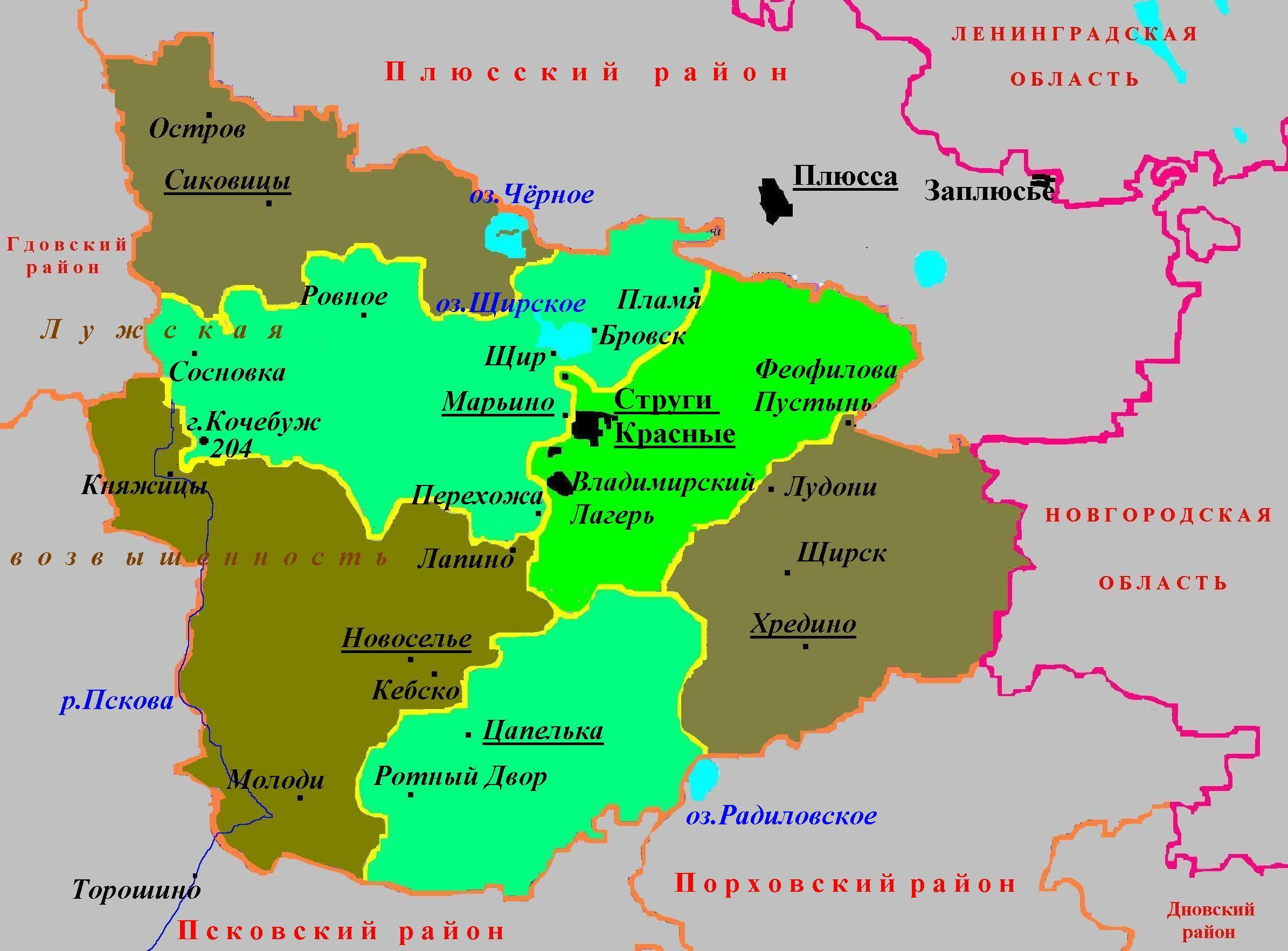
Административное деление Струго-Красненского района в 2010—2015 годах

Марьинская волость — административно-территориальная единица 3-го уровня и муниципальное образование со статусом сельского поселения в Струго-Красненском районе Псковской области России.
Административный центр — деревня Марьино.

## География
Территория волости граничит на юге с Новосельской волостью, на юго-востоке и востоке — с городским поселением Струги Красные, на западе — с Гдовским районом, на севере — в том числе через упразднённую Сиковицкую волость — с Плюсским районом.
На территории волости расположены Чёрное или Вязковское (8,8 км², глубиной до 5,2 м) и Щирское озеро (8,2 км², глубиной до 11,5 м) и др.

## Население
| 2002  | 2010  | 2012  | 2013  | 2014  | 2015  | 2016  |
| ----- | ----- | ----- | ----- | ----- | ----- | ----- |
| 1602  | ↘1419 | ↘1353 | ↘1282 | ↘1189 | ↘1149 | ↗1622 |
| 2017  | 2018  | 2019  | 2020  | 2021  |       |       |
| ↘1549 | ↘1519 | ↘1479 | ↘1452 | ↘1361 |       |       |

Суммарная численность населения Марьинской и присоединённой к ней Сиковицкой волости, по состоянию на 1 января 2015 года составляет 1652 человека.

## Населённые пункты
В состав волости с апреля 2015 года входят 73 населённых пункта (деревни):
| №  | Населённый пункт | Тип     | Население |
| -- | ---------------- | ------- | --------- |
| 1  | Бельско          | деревня | ↗4        |
| 2  | Березица         | деревня | ↗4        |
| 3  | Бобовище         | деревня | ↗9        |
| 4  | Борки            | деревня | →5        |
| 5  | Бровск           | деревня | ↘9        |
| 6  | Вольный Дубок    | деревня | →0        |
| 7  | Выборово         | деревня | ↘12       |
| 8  | Высокое          | деревня | ↘13       |
| 9  | Гаврилова Гора   | деревня | ↗9        |
| 10 | Горка            | деревня | ↘6        |
| 11 | Горушка          | деревня | ↘12       |
| 12 | Давыдово         | деревня | ↘8        |
| 13 | Дворище          | деревня | ↘3        |
| 14 | Деева Горка      | деревня | ↘5        |
| 15 | Добриво          | деревня | ↘5        |
| 16 | Домкино          | деревня | ↘11       |
| 17 | Дубницы          | деревня | →0        |
| 18 | Дуброво          | деревня | →1        |
| 19 | Ждани            | деревня | ↗261      |
| 20 | Жидишино         | деревня | ↗4        |
| 21 | Задорье          | деревня | ↗11       |
| 22 | Замошье          | деревня | →6        |
| 23 | Заозерье         | деревня | ↘9        |
| 24 | Заполье          | деревня | ↗56       |
| 25 | Заполье          | деревня | ↘1        |
| 26 | Заречье          | деревня | ↘7        |
| 27 | Заручевье        | деревня | ↘1        |
| 28 | Зарябинка        | деревня | ↘16       |
| 29 | Зачеренье        | деревня | ↗1        |
| 30 | Зовка            | деревня | ↗39       |
| 31 | Игаево           | деревня | ↗1        |
| 32 | Кириково         | деревня | ↗35       |
| 33 | Костелёво        | деревня | ↗96       |
| 34 | Кочегоще         | деревня | ↗1        |
| 35 | Красный Дубок    | деревня | ↗8        |
| 36 | Курско           | деревня | →0        |
| 37 | Лычно            | деревня | ↘2        |
| 38 | Марьино          | деревня | ↗648      |
| 39 | Машутино         | деревня | ↗5        |
| 40 | Мошнино          | деревня | ↘9        |
| 41 | Музовер          | деревня | →10       |
| 42 | Нишева           | деревня | ↗6        |
| 43 | Новая Деревня    | деревня | ↗20       |
| 44 | Новая Жизнь      | деревня | ↗11       |
| 45 | Обод             | деревня | ↗6        |
| 46 | Озерево          | деревня | ↘10       |
| 47 | Ольгино          | деревня | →3        |
| 48 | Орехово          | деревня | →1        |
| 49 | Остров           | деревня | ↗12       |
| 50 | Перехожа         | деревня | ↗31       |
| 51 | Пламя            | деревня | ↗43       |
| 52 | Погорелка        | деревня | ↘3        |
| 53 | Прусово          | деревня | ↗7        |
| 54 | Прусси           | деревня | ↗5        |
| 55 | Пятчино          | деревня | ↗334      |
| 56 | Радонка          | деревня | ↘3        |
| 57 | Река             | деревня | ↘19       |
| 58 | Ровное           | деревня | ↗363      |
| 59 | Рожник           | деревня | ↗11       |
| 60 | Рокино           | деревня | ↘1        |
| 61 | Рошелёво         | деревня | ↗7        |
| 62 | Рычково          | деревня | →0        |
| 63 | Сафронова Гора   | деревня | ↗10       |
| 64 | Сиковицы         | деревня | ↗183      |
| 65 | Симанский Лог    | деревня | ↗7        |
| 66 | Сковородка       | деревня | ↗44       |
| 67 | Сосновка         | деревня | ↗3        |
| 68 | Страшево         | деревня | →14       |
| 69 | Творожково       | деревня | ↗23       |
| 70 | Тужерино         | деревня | ↗3        |
| 71 | Узьмино          | деревня | ↗40       |
| 72 | Щир              | деревня | ↗42       |
| 73 | Яблонец          | деревня | ↘16       |

## История
Территория современной волости в 1927 году вошла в Струго-Красненский район в виде ряда сельсоветов, в том числе Сиковицкого, Симанологского и других.
В ноябре 1928 года в Озеревский сельсовет были объединены Узьминский, Игавский и Зовацкий сельсоветы; также Аксовский и Рецкий сельсоветы были включены в Симанологский сельсовет; Перехожский, Холохинский, Шилинский сельсоветы были включены в Запольский сельсовет; Жданский сельсовет был включён в Сковородненский сельсовет; Островский сельсовет был включён в Сиковицкий сельсовет; Софроногорский сельсовет был включён в Рожницкий сельсовет. В феврале 1931 года были образованы Дубницкий и Домкинский сельсоветы, последний из которых в феврале 1939 года был упразднён.
Указом Президиума Верховного Совета РСФСР от 16 июня 1954 года Дубницкий сельсовет был включён в Запольский сельсовет; Рожницкий — в Симанологский; Сковородненский и Озеревский сельсоветы были объединены в Нишевский сельсовет; Посадницкий, Заозерский и Курский — в Страшевский сельсовет.
Решением Псковского облисполкома от 26 октября 1959 года Запольский, Нишевский и Страшенский сельсоветы были объединены в Щирский сельсовет; Сиковицкий сельсовет был включён в Симанологский сельсовет.
Решением Псковского облисполкома от 14 октября 1961 года, в связи с переносом центра в деревню Марьино, Щирский сельсовет был переименован в Марьинский сельсовет.
Решением Псковского облисполкома от 17 мая 1967 года из части Симанологского сельсовета был восстановлен Сиковицкий сельсовет.
Постановлением Псковского областного Собрания депутатов от 26 января 1995 года все сельсоветы в Псковской области были переименованы в волости, в том числе Марьинский сельсовет был превращён в Марьинскую волость.
Законом Псковской области от 28 февраля 2005 года в составе муниципального образования Струго-Красненский район со статусом муниципального района было также образовано муниципальное образование Марьинская волость со статусом сельского поселения с 1 января 2006 года.
На референдуме 1 марта 2009 года было поддержано объединение Марьинской с Симанологской волостью (д. Ровное). Законом Псковской области от 5 ноября 2009 года Симанологская волость была упразднена и к 1 января 2010 года включена её в Марьинскую волость.
С января 2010 года до апреля 2015 года в состав Марьинской волости входило 47 деревень: Березица, Бобовище, Бровск, Выборово, Высокое, Гаврилова Гора, Горушка, Деева Горка, Добриво, Дубницы, Дуброво, Жидишино, Замошье, Заозерье, Заполье, Заречье, Игаево, Кириково, Костелево, Кочегоще, Красный Дубок, Курско, Лычно, Марьино, Машутино, Мошнино, Новая Деревня, Новая Жизнь, Обод, Ольгино, Пламя, Прусси, Пятчино, Перехожа, Ровное, Рожник, Рокино, Рошелёво, Рычково, Сафронова Гора, Симанский Лог, Сосновка, Страшево, Творожково, Тужерино, Щир, Яблонец.
Законом Псковской области от 30 марта 2015 года была упразднена Сиковицкая волость и в апреле 2015 года включена в состав Марьинской волости.